# Big Big Train
I Big Big Train sono un gruppo musicale rock progressivo britannico formatosi nel 1990 a Bournemouth, in Inghilterra.
Il gruppo ha subito le influenze delle band progressive degli anni settanta come i Genesis, i King Crimson e i Van der Graaf Generator.

## Formazione
Attuale
- Greg Spawton – chitarra (1990-presente), tastiera, cori (1995-presente), basso (2009-presente)
- Nick D'Virgilio –  batteria, voce, percussione (2009-presente), chitarra, tastiera (2018-presente)
- Rikard Sjöblom – tastiera, chitarra, cori (2014-presente)
- Dave Foster - chitarra (2021-2024)
- Clare Lindley - violino, cori (2022-
- Alberto Bravin[1] - voce, tastiere (2022-
- Oskar Holldorff - tastiere (2023-

Ex-componenti
- Andy Poole – basso (1990-2012), tastiera (2004-2018), chitarra (2012-2018)
- Ian Cooper – tastiera (1991-1995, 1999-2004)
- Steve Hughes – batteria (1991-1998, 2002-2009)
- Martin Read – voce (1991-2003)
- Tony Müller – tastiera (1995-2003), voce (1999-2003)
- Sean Filkins – voce solista (2003-2009)
- Pete Hibbit – batteria (1998-1999)
- Phil Hogg – batteria (1999-2002)
- David Longdon – voce solista, flauto, tastiera, chitarra (2009-2021, sua morte)
- Dave Gregory – chitarre (2009-2020)
- Danny Manners – tastiera, contrabasso (2012-2020)
- Rachel Hall – violino, viola, violoncello, voce (2014-2020)

## Discografia

### Album in studio
- 1994 - Goodbye to the Age of Steam
- 1997 - English Boy Wonders
- 2002 - Bard
- 2004 - Gathering Speed
- 2007 - The Difference Machine
- 2009 - The Underfall Yard
- 2012 - English Electric Part One
- 2013 - English Electric Part Two
- 2016 - Folklore
- 2017 - Grimspound
- 2017 - The Second Brightest Star
- 2019 - Grand Tour
- 2021 - Common Ground
- 2022 - Welcome to the Planet
- 2023 - Ingenious Devices

### Demo
- 1991 - From the River to the Sea
- 1993 - The Infant Hercules

### EP
- 2010 - Far Skies Deep Time
- 2013 - Make Some Noise
- 2015 - Wassail